# Premio Shirley Jackson
Il Premio Shirley Jackson (Shirley Jackson Award) è un riconoscimento conferito annualmente alle migliori opere di letteratura dell'orrore, suspense psicologica e dark fantasy.
Istituito nel 2007 per onorare la memoria della scrittrice Shirley Jackson, si articola in 6 categorie: romanzo, romanzo breve, racconto lungo, racconto breve, raccolta di racconti e antologia.
Selezionati da una giuria di scrittori, editori, critici e accademici, i premi vengono assegnati all'interno della conferenza di fantascienza "Readercon" che si svolge nel Massachusetts.

## Albo d'oro[6]

### Miglior romanzo
- 2007: Generation Loss di Elizabeth Hand
- 2008: The Shadow Year di Jeffrey Ford
- 2009: Big Machine di Victor LaValle
- 2010: Mr. Shivers di Robert Jackson Bennett
- 2011: Witches on the Road Tonight di Sheri Holman
- 2012: Edge di Kōji Suzuki
- 2013: American Elsewhere di Robert Jackson Bennett
- 2014: Annientamento (Annihilation) di Jeff VanderMeer
- 2015: Experimental Film di Gemma Files
- 2016: Le ragazze (The Girls) di Emma Cline
- 2017: The Hole di Pyun Hye-young
- 2018: Little Eve di Catriona Ward
- 2019: Il libro di X (The Book of X) di Sarah Rose Etter[7]
- 2020: Gli unici indiani buoni (The Only Good Indians) di Stephen Graham Jones[8]
- 2021: My Heart Is a Chainsaw di Stephen Graham Jones[9]
- 2022: The Devil Takes You Home di Stephen Graham Jones ex aequo Where I End di Sophie White[10]
- 2023: The Reformatory di Tananarive Due[11]
- 2024: Curdle Creek di Yvonne Battle-Felton[12]

### Miglior romanzo breve
- 2007: Vacancy di Lucius Shepard
- 2008: Disquiet di Julia Leigh
- 2009: Midnight Picnic di Nick Antosca
- 2010: Mysterium Tremendum di Laird Barron
- 2011: Near Zennor di Elizabeth Hand
- 2012: Sky di Kaaron Warren
- 2013: Burning Girls di Veronica Schanoes
- 2014: Siamo tutti in ordine (We Are All Completely Fine) di Daryl Gregory
- 2015: Wylding Hall di Elizabeth Hand
- 2016: La ballata di Black Tom (The Ballad of Black Tom) di Victor LaValle
- 2017: The Lost Daughter Collective di Lindsey Drager ex aequo Fever Dream di Samanta Schweblin
- 2018: The Taiga Syndrome di Cristina Rivera Garza
- 2019: Ormeshadow (Ormeshadow) di Priya Sharma
- 2020: Night of the Mannequins di Stephen Graham Jones
- 2021: Flowers for the Sea di Zin E. Rocklyn
- 2022: The Bone Lantern di Angela Slatter
- 2023: To the Woman in the Pink Hat di LaToya Jordan
- 2024: Hollow Tongue di Eden Royce

### Miglior racconto lungo
- 2007: The Janus Tree di Glen Hirshberg
- 2008: Pride and Prometheus di John Kessel
- 2009: Morality di Stephen King
- 2010: The Truth Is a Cave in the Black Mountains di Neil Gaiman
- 2011: The Summer People di Kelly Link
- 2012: Reeling for the Empire di Karen Russell
- 2013: Cry Murder! In a Small Voice di Greer Gilman
- 2014: The End of the End of Everything di Dale Bailey
- 2015: Even Clean Hands Can Do Damage di Steve Duffy
- 2016: Waxy di Camilla Grudova
- 2017: Take the Way Home That Leads Back to Sullivan Street di Chavisa Woods
- 2018: Help the Witch di Tom Cox
- 2019: Luminous Body di Brooke Warra
- 2020: The Attic Tragedy di J. Ashley-Smith
- 2021: We, the Girls Who Did Not Make It di E. A. Petricone
- 2022: What the Dead Know di Nghi Vo
- 2023: Six Versions of My Brother Found Under the Bridge di Eugenia Triantafyllou
- 2024: The Thirteen Ways We Turned Darryl Datson into a Monster di Kurt Fawver

### Miglior racconto breve
- 2007: The Monsters of Heaven di Nathan Ballingrud
- 2008: The Pile di Michael Bishop
- 2009: The Pelican Bar di Karen Joy Fowler
- 2010: The Things di Peter Watts
- 2011: The Corpse Painter's Masterpiece di Mary Rickert
- 2012: A Natural History of Autumn di Jeffrey Ford
- 2013: 57 Reasons for the Slate Quarry Suicides di Sam J. Miller
- 2014: The Dogs Home di Alison Littlewood
- 2015: The Dying Season di Lynda E. Rucker
- 2016: Postcards from Natalie di Carrie Laben
- 2017: The Convexity of Our Youth di Kurt Fawver
- 2018: The Astronaut di Christina Wood Martinez
- 2019: Kali_Na di Indrapramit Das
- 2020: Not the Man I Married di R.A. Busby
- 2021: You’ll Understand When You’re a Mom Someday di Isabel J. Kim
- 2022: Pre-Simulation Consultation XF007867 di Kim Fu
- 2023: The First Mrs. Edward Rochester Would Like a Word di Laura Blackwell
- 2024: Three Faces of a Beheading di Arkady Martine

### Miglior raccolta di racconti
- 2007: The Imago Sequence and Other Stories di Laird Barron
- 2008: The Diving Pool di Yōko Ogawa
- 2009: Love Songs for the Shy and Cynical di Robert Shearman ex aequo Scavare fino al centro della terra (Tunneling to the Center of the Earth) di Kevin Wilson
- 2010: Occultation di Laird Barron
- 2011: After the Apocalypse: Stories di Maureen F. McHugh
- 2012: Crackpot Palace di Jeffrey Ford
- 2013: Before and Afterlives di Christopher Barzak ex aequo North American Lake Monsters di Nathan Ballingrud
- 2014: Gifts for the One Who Comes After di Helen Marshall
- 2015: Il bazar dei brutti sogni (The Bazaar of Bad Dreams) di Stephen King
- 2016: A Natural History of Hell di Jeffrey Ford
- 2017: Il suo corpo e altre feste (Her Body and Other Parties) di Carmen Maria Machado
- 2018: All the Fabulous Beasts di Priya Sharma
- 2019: Song for the Unraveling of the World di Brian Evenson
- 2020: Velocities di Kathe Koja
- 2021: Folk Songs for Trauma Surgeons: Stories di Keith Rosson
- 2022: Siamo qui per farci male (We are here to hurt each other) di Paula D. Ashe
- 2023: They Will Dream in the Garden di Gabriela Damián Miravete
- 2024: Midwestern Gothic di Scott Thomas

### Miglior antologia
- 2007: Inferno a cura di Ellen Datlow
- 2008: The New Uncanny a cura di Sarah Eyre e Ra Page
- 2009: Poe: 19 New Tales Inspired by Edgar Allan Poe a cura di Ellen Datlow
- 2010: Stories: All New Tales a cura di Neil Gaiman e Al Sarrantonio
- 2011: Ghosts by Gaslight a cura di Jack Dann e Nick Gevers
- 2012: Exotic Gothic 4: Postscripts #28/29 a cura di Daniel Olson
- 2013: The Grimscribe’s Puppets a cura di Joseph S. Pulver
- 2014: Fearful Symmetries a cura di Ellen Datlow
- 2015: Aickman’s Heirs a cura di Simon Strantzas
- 2016: The Starlit Wood a cura di Dominik Parisien e Navah Wolfe
- 2017: Shadows and Tall Trees Volume 7 a cura di Michael Kelly
- 2018: Robots vs Fairies a cura di Dominik Parisien e Navah Wolfe
- 2019: The Twisted Book of Shadows a cura di Christopher Golden e James A. Moore
- 2020: Black Cranes: Tales of Unquiet Women a cura di Lee Murray e Geneve Flynn
- 2021: Professor Charlatan Bardot's Travel Anthology to the Most (Fictional) Haunted Buildings in the Weird, Wild World a cura di Eric J. Guignard
- 2022: The Hideous Book of Hidden Horrors a cura di Doug Murano
- 2023: Aseptic and Faintly Sadistic a cura di Jolie Toomajan
- 2024: Why Didn’t You Just Leave a cura di Nadia Bulkin e Julia Rios